# 1596 w polityce

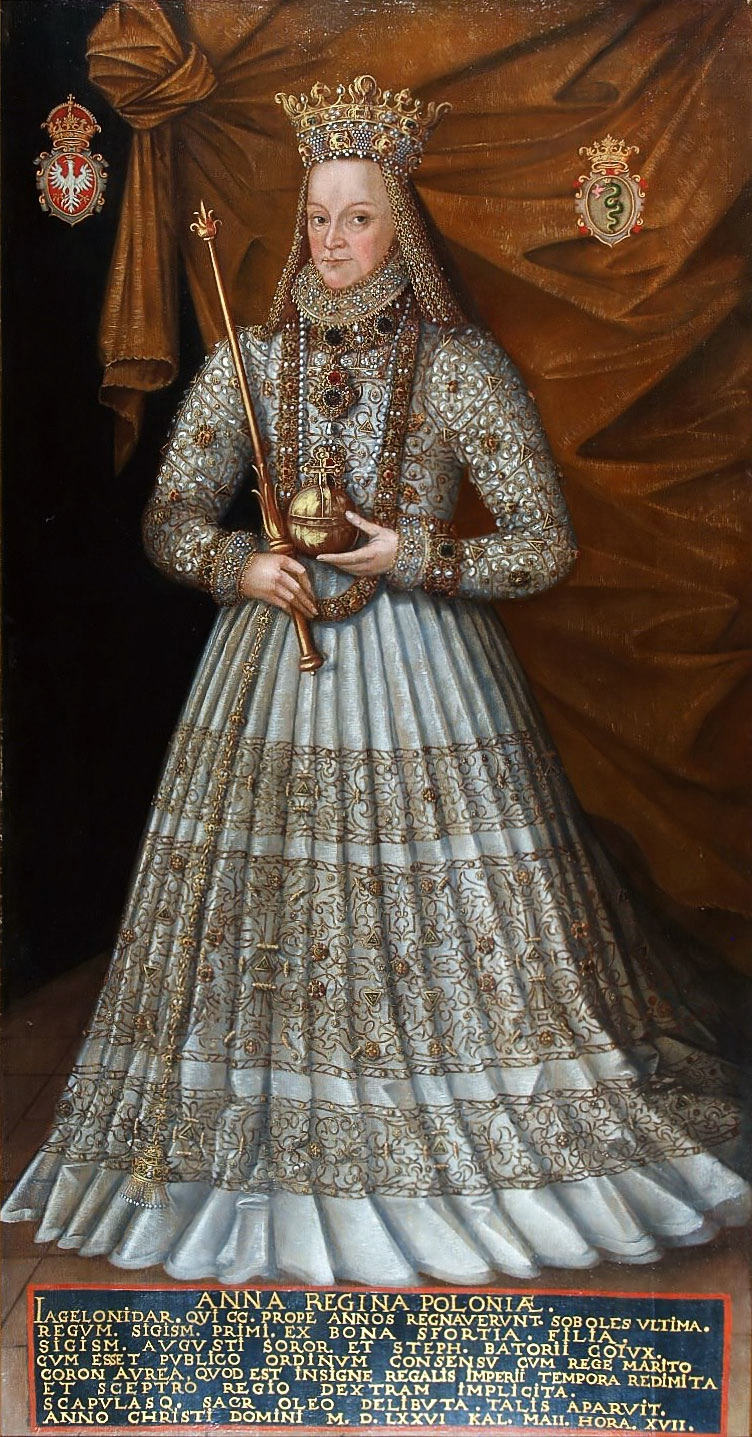
Anna Jagiellonka

Wydarzenia polityczne w 1596 roku.

## Zmarli
- Anna Jagiellonka, córka Zygmunta I Starego, siostra i spadkobierczyni Zygmunta II Augusta i żona Stefana Batorego[1].